# Jerzy Pater (lekkoatleta)
Artykuł ten został zgłoszony do umieszczenia na stronie głównej w rubryce „Czy wiesz”.
Pomóż nam go sprawdzić: oceń zgłoszoną nominację.
Jerzy Pater (ur. 9 stycznia 1952) – polski lekkoatleta chodziarz, medalista mistrzostw Polski i rekordzista Polski.

## Kariera sportowa
Podczas występów w niższych kategoriach wiekowych zdobył tytuł wicemistrzowski na mistrzostwach Polski juniorów na 10 km w Poznaniu w 1974 roku.
W 1973 roku zajął 3. miejsce na mistrzostwach Polski seniorów w chodzie na 50 km na zawodach rozegranych w Warszawie. W 1974 zdobył srebrny medal mistrzostw Polski w chodzie na 20 km w Warszawie. Osiągnięcie to powtórzył rok później w Bydgoszczy.
Reprezentował Polskę na arenie międzynarodowej – występował w międzypaństwowych meczach lekkoatletycznych: w 1974 ze Szwecją na dystansie 10 000 m i w 1975 ze Szwecją i Finlandią, na 10 km. Brał także udział w eliminacjach do pucharu świata w chodzie sportowym w 1975 roku, gdzie startował na 50 km.
W dniu 21 kwietnia 1974 roku na Wiosennym Kryterium w chodzie sportowym w Gdyni osiągnął na dystansie 50 km rezultat 4:12:31,0 (wówczas najlepszy wynik w historii w Polsce). 3 maja 1975 roku na zawodach odbywających się w Stargardzie ustanowił rekord Polski na dystansie 10 000 m z czasem 42:18,6. 
W czasie swojej kariery należał do klubów Flota Gdynia i Pomorze Stargard.
Po jej zakończeniu, w latach 1980–2011 był dyrektorem w LKS Pomorze Stargard. Pracuje jako sędzia lekkoatletyczny np. sędzia oceniający styl chodu na mistrzostwach Polski seniorów w 2021 i 2022 oraz na halowych mistrzostwach Polski w 2025 roku.

## Życie prywatne
Ma brata bliźniaka oraz żonę – Alicję.

## Osiągnięcia

### Seniorzy – krajowe
| Rok  | Impreza                     | Miejsce   | Konkurencja   | Pozycja    | Wynik     |
| ---- | --------------------------- | --------- | ------------- | ---------- | --------- |
| 1973 | Mistrzostwa Polski seniorów | Warszawa  | chód na 50 km | 3. miejsce | 4:27:44,0 |
| 1974 | Mistrzostwa Polski seniorów | Warszawa  | chód na 20 km | 2. miejsce | 1:29:15,4 |
| 1975 | Mistrzostwa Polski seniorów | Bydgoszcz | chód na 20 km | 2. miejsce | 1:28:23,0 |

### Juniorzy – krajowe
| Rok  | Impreza                     | Miejsce | Konkurencja   | Pozycja    | Wynik   |
| ---- | --------------------------- | ------- | ------------- | ---------- | ------- |
| 1974 | Mistrzostwa Polski juniorów | Poznań  | chód na 10 km | 2. miejsce | 50:25,9 |